# Даулетбай (Кокпектинский район)
Даулетбай (каз. Дәулетбай) — упразднённое село в Кокпектинском районе Восточно-Казахстанской области Казахстана. Входило в состав Ульгулималшинского сельского округа. Код КАТО — 635069105. Ликвидировано в 2009 г.

## Население
По данным 1999 года, в селе не было постоянного населения. По данным переписи 2009 года, в селе проживали 23 человека (12 мужчин и 11 женщин).